# Дюамель, Огюстен Ромен
Огюстен Ромен Дюамель (фр. Augustin Romain Duhamel; 1764—1807) — французский военный деятель, полковник (1803 год), участник революционных и наполеоновских войн.

## Биография
Родился в семье хирурга-акушера Мэтра Дюамеля (фр. Nicolas Joseph (Maître) Duhamel; 1728—1793) и его супруги Мари Лека (фр. Marie Albertine Joseph Lecat; 1730—1769).
6 октября 1792 года был избран капитаном 3-го батальона добровольцев Буш-дю-Рон. В 1792-93 годах сражался в рядах Альпийской и Итальянской армий. 11 ноября 1793 года его батальон влился в состав 101-й полубригады во время первой амальгамы, 28 февраля 1796 года в состав 25-й полубригады во время второй амальгамы. Участвовал в Итальянской кампании. В 1798 году отправился в Египет в составе Восточной армии Бонапарта. Ранен во время осады Сен-Жан-д'Акра 10 мая 1799 года. 7 октября 1799 года произведён в командиры батальона 25-й полубригады.
27 августа 1803 года произведён Первым консулом в полковник штаба, и 28 октября того же года возглавил штаб дивизии Дюпона в Компьене, принял участие в Австрийской кампании 1805 года, отличился при Хаслахе.
5 августа 1806 года возглавил 21-й полк лёгкой пехоты. В кампаниях в Пруссии и Польше действовал в составе дивизии Газана. Отличился при Йене и Пултуске. В битве при Остроленке 16 февраля 1807 года получил огнестрельное ранение в грудь, и умер 1 марта 1807 года в Варшаве.

## Награды
Легионер ордена Почётного легиона (5 февраля 1804 года)
 Офицер ордена Почётного легиона (14 июня 1804 года)
 Коммандан ордена Почётного легиона (25 декабря 1805 года)